# Girl (film, 2023)
Pour les articles homonymes, voir Girl.
Pour plus de détails, voir Fiche technique et Distribution.
Girl est un film d'amour britannique écrit et réalisé par Adura Onashile et sorti en 2023.
Il est présenté en avant-première au festival du film de Sundance 2023.

## Synopsis
Ama est âgée de 11 ans. Elle a avec sa mère Grace un lien profond qui les protège des étrangers. Cependant, les choses commencent à changer lorsqu'elles repartent à Glasgow. La puberté naissante et la curiosité d'Ama ravivent les souvenirs d'un passé que Grace, 24 ans, a fui.

## Fiche technique
Sauf indication contraire, les informations mentionnées dans cette section peuvent être confirmées par la base de données cinématographiques IMDb,  présente dans la section « Liens externes ».
- Titre original : Girl
- Réalisation et scénario : Adura Onashile
- Musique : Ré Olunuga
- Photographie : Tasha Back
- Montage : Stella Heath Keir, Simon Price
- Costumes : Kirsty Halliday
- Direction artistique : Christine Urquhart
- Sociétés de production : BBC Film, BFI Film Fund, Barry Crerar, Great Point Media et Screen Scotland
- Distribution :
- Pays de production :  Royaume-Uni
- Langue originale : anglais
- Format : couleur
- Genre : drame romantique
- Durée : 87 minutes
- Dates de sortie : 
  - États-Unis : 22 janvier 2023 (festival de Sundance)

## Distribution
- Déborah Lukumuena : Grace
- Danny Sapani : Samuel
- Le'Shantey Bonsu : Ama
- Paul Ellard : le père sans-abri
- Kai Bruce : Joe
- Liana Turner :
- Leo Ellard : le fils sans-abri
- Samantha Ellard : la fille sans-abri

## Production
Le film est réalisé par Adura Onashile qui a également écrit le scénario. Girl est le premier long métrage d'Onashile, basée à Glasgow et nommée en 2021 l'une des « stars de demain » par Screen International. Cette année-là, elle a également mis en scène la pièce Ghosts, qu'elle a écrite, au National Theatre of Scotland.

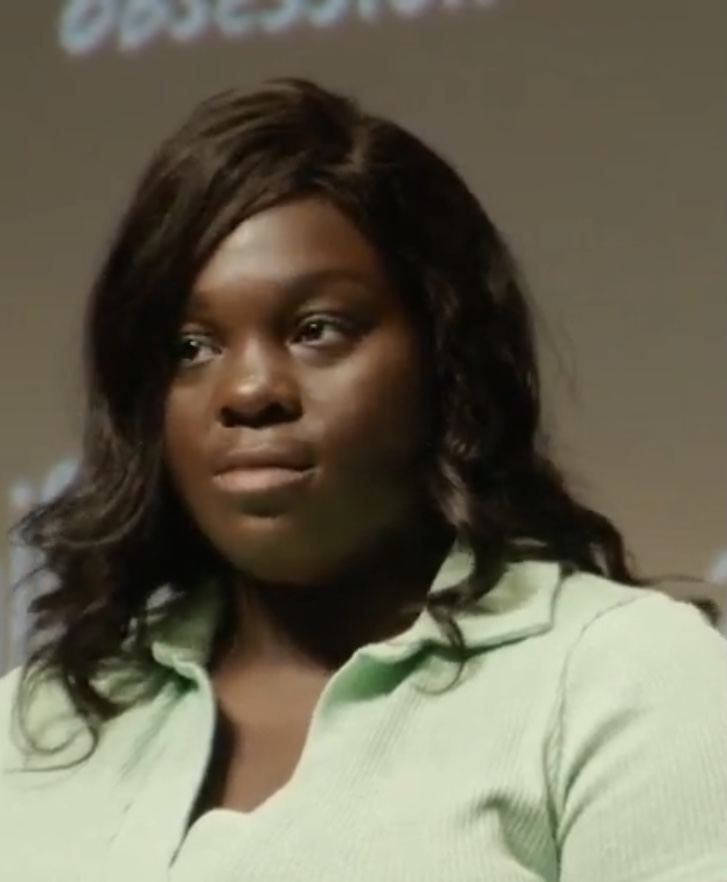
Deborah Lukumuena.

L'un des rôles principaux est interprété par l'actrice française Deborah Lukumuenadont ce sont les débuts en anglais et qui est surtout connue pour son rôle dans Divines de Houda Benyamina pour lequel elle a remporté le César de la meilleure actrice dans un second rôle en 2017. Le film met également en vedette Danny Sapani et les nouveaux venus Leshantey Bonsu et Liana Turner,.
Le tournage commence à Glasgow à l'été 2021 et se termine en octobre 2021,. Tasha Back, qui agit en tant que caméraman, a récemment travaillé à ce titre pour Yesterday de Danny Boyle.

## Sortie
Le film est présenté en première au Sundance Film Festival le 23 janvier 2023. Auparavant, New Europe Film Sales a obtenu les droits mondiaux du film. Fin janvier 2023 (ou début février), le film sera projeté au Festival international du film de Göteborg. Le 1er mars 2023 Girl devrait ouvrir le Glasgow Film Festival.

## Distinctions
(en) Récompenses pour Girl sur l’Internet Movie Database
- Festival international du film de Göteborg 2023
  - Nomination au Concours Ingmar Bergman[6]
- Festival du film de Sundance 2023
  - Nommé dans la World Cinema Dramatic Competition